# WHL 2018/19
Die WHL-Saison 2018/19 war die 53. Spielzeit der Western Hockey League. Die reguläre Saison begann am 21. September 2018 und endete am 19. März 2019 mit dem Gewinn der Scotty Munro Memorial Trophy als punktbestes Team durch die Prince Albert Raiders. Im Anschluss folgten die Playoffs um den Ed Chynoweth Cup, den sich durch einen 4:3-Erfolg gegen die Vancouver Giants ebenfalls die Prince Albert Raiders sicherten.

## Änderungen
Die Anzahl der Partien in der regulären Saison wurde von 72 auf 68 pro Team reduziert, sodass sich die WHL der OHL und der LHJMQ anglich.

## Reguläre Saison

### Platzierungen
Abkürzungen: GP = Spiele, W = Siege, L = Niederlagen, OTL = Niederlage nach Overtime, SOL = Niederlage nach Shootout, GF = Erzielte Tore, GA = Gegentore, Pts = Punkte

Erläuterungen:   = Playoff-Qualifikation,  = Conference-Sieger,  = Scotty-Munro-Memorial-Trophy-Gewinner

#### Eastern Conference
| Rang | East Division         | GP | W  | L  | OTL | SOL | GF  | GA  | Pts |
| ---- | --------------------- | -- | -- | -- | --- | --- | --- | --- | --- |
| 1.   | Prince Albert Raiders | 68 | 54 | 10 | 2   | 2   | 307 | 156 | 112 |
| 2.   | Saskatoon Blades      | 68 | 45 | 15 | 8   | 0   | 259 | 190 | 98  |
| 3.   | Moose Jaw Warriors    | 68 | 40 | 20 | 6   | 2   | 234 | 192 | 88  |

| Rang | Central Division      | GP | W  | L  | OTL | SOL | GF  | GA  | Pts |
| ---- | --------------------- | -- | -- | -- | --- | --- | --- | --- | --- |
| 1.   | Edmonton Oil Kings    | 68 | 42 | 18 | 4   | 4   | 259 | 196 | 92  |
| 2.   | Lethbridge Hurricanes | 68 | 40 | 18 | 5   | 5   | 268 | 234 | 90  |
| 3.   | Calgary Hitmen        | 68 | 36 | 26 | 5   | 1   | 255 | 240 | 78  |

| Rang | Wild-Card-Teams       | Division | GP | W  | L  | OTL | SOL | GF  | GA  | Pts |
| ---- | --------------------- | -------- | -- | -- | -- | --- | --- | --- | --- | --- |
| 1.   | Medicine Hat Tigers   | C        | 68 | 35 | 27 | 4   | 1   | 217 | 222 | 76  |
| 2.   | Red Deer Rebels       | C        | 68 | 33 | 29 | 4   | 2   | 223 | 225 | 72  |
|      |                       |          |    |    |    |     |     |     |     |     |
| 3.   | Brandon Wheat Kings   | E        | 68 | 31 | 29 | 4   | 4   | 230 | 243 | 70  |
| 4.   | Regina Pats           | E        | 68 | 19 | 45 | 1   | 3   | 173 | 271 | 42  |
| 5.   | Kootenay Ice          | C        | 13 | 45 | 7  | 3   | 2   | 181 | 324 | 36  |
| 6.   | Swift Current Broncos | E        | 68 | 11 | 51 | 4   | 2   | 135 | 301 | 28  |

#### Western Conference
| Rang | B.C. Division         | GP | W  | L  | OTL | SOL | GF  | GA  | Pts |
| ---- | --------------------- | -- | -- | -- | --- | --- | --- | --- | --- |
| 1.   | Vancouver Giants      | 68 | 48 | 15 | 3   | 2   | 228 | 162 | 101 |
| 2.   | Victoria Royals       | 68 | 34 | 30 | 2   | 2   | 199 | 227 | 72  |
| 3.   | Kamloops Blazers Anm. | 68 | 28 | 32 | 6   | 2   | 196 | 212 | 64  |

| Rang | U.S. Division        | GP | W  | L  | OTL | SOL | GF  | GA  | Pts |
| ---- | -------------------- | -- | -- | -- | --- | --- | --- | --- | --- |
| 1.   | Everett Silvertips   | 68 | 47 | 16 | 2   | 3   | 223 | 130 | 99  |
| 2.   | Spokane Chiefs       | 68 | 40 | 21 | 2   | 5   | 267 | 222 | 87  |
| 3.   | Portland Winterhawks | 68 | 40 | 22 | 3   | 3   | 258 | 210 | 86  |

| Rang | Wild-Card-Teams       | Division | GP | W  | L  | OTL | SOL | GF  | GA  | Pts |
| ---- | --------------------- | -------- | -- | -- | -- | --- | --- | --- | --- | --- |
| 1.   | Tri-City Americans    | U        | 68 | 34 | 28 | 5   | 1   | 214 | 230 | 74  |
| 2.   | Seattle Thunderbirds  | U        | 68 | 31 | 29 | 6   | 2   | 231 | 245 | 70  |
|      |                       |          |    |    |    |     |     |     |     |     |
| 3.   | Kelowna Rockets Anm.  | B        | 68 | 28 | 32 | 6   | 2   | 169 | 209 | 64  |
| 4.   | Prince George Cougars | B        | 68 | 19 | 41 | 5   | 3   | 152 | 237 | 46  |

### Beste Scorer
Abkürzungen: GP = Spiele, G = Tore, A = Assists, Pts = Punkte, +/− = Plus/Minus, PIM = Strafminuten; Fett: Bestwert
| Spieler           | Team                              | GP | G  | A  | Pts | +/− | PIM |
| ----------------- | --------------------------------- | -- | -- | -- | --- | --- | --- |
| Joachim Blichfeld | Portland Winterhawks              | 68 | 53 | 61 | 114 | +16 | 70  |
| Tristan Langan    | Moose Jaw Warriors                | 67 | 53 | 60 | 113 | +43 | 89  |
| Justin Almeida    | Moose Jaw Warriors                | 64 | 33 | 78 | 111 | +28 | 14  |
| Brandon Hagel     | Red Deer Rebels                   | 66 | 41 | 61 | 102 | +42 | 80  |
| Trey Fix-Wolansky | Edmonton Oil Kings                | 65 | 37 | 65 | 102 | +36 | 52  |
| Stelio Mattheos   | Brandon Wheat Kings               | 65 | 44 | 52 | 96  | +17 | 77  |
| Nick Henry        | Regina Pats Lethbridge Hurricanes | 69 | 29 | 65 | 94  | +17 | 66  |
| Brett Leason      | Prince Albert Raiders             | 55 | 36 | 53 | 89  | +55 | 28  |
| Noah Gregor       | Prince Albert Raiders             | 63 | 43 | 45 | 88  | +49 | 38  |
| Parker AuCoin     | Moose Jaw Warriors                | 68 | 42 | 42 | 84  | −2  | 21  |
| Dylan Cozens      | Lethbridge Hurricanes             | 68 | 34 | 50 | 84  | +32 | 30  |

Die beste Plus/Minus-Statistik erreichte Brayden Pachal von den Prince Albert Raiders mit einem Wert von +76.

### Beste Torhüter
Die kombinierte Tabelle zeigt die jeweils drei besten Torhüter in den Kategorien Gegentorschnitt und Fangquote sowie die jeweils Führenden in den Kategorien Shutouts und Siege.
Abkürzungen: GP = Spiele, Min = Eiszeit (in Minuten), W = Siege, L = Niederlagen, OTL = Overtime/Shootout-Niederlagen, GA = Gegentore, SO = Shutouts, Sv% = gehaltene Schüsse (in %), GAA = Gegentorschnitt; Fett: Bestwert; Sortiert nach Gegentorschnitt. Erfasst werden nur Torhüter mit 1632 absolvierten Spielminuten.
| Spieler     | Team                  | GP | Min  | W  | L  | OTL | GA  | SO | Sv%  | GAA  |
| ----------- | --------------------- | -- | ---- | -- | -- | --- | --- | -- | ---- | ---- |
| Dustin Wolf | Everett Silvertips    | 61 | 3615 | 41 | 15 | 4   | 102 | 7  | 93,6 | 1,69 |
| Ian Scott   | Prince Albert Raiders | 49 | 2923 | 38 | 8  | 3   | 89  | 8  | 93,2 | 1,83 |
| Trent Miner | Vancouver Giants      | 32 | 1876 | 24 | 5  | 2   | 62  | 3  | 92,4 | 1,98 |

## Playoffs

### Playoff-Baum
|  | Conference-Viertelfinale | Conference-Viertelfinale | Conference-Viertelfinale |                  |                       | Conference-Halbfinale | Conference-Halbfinale | Conference-Halbfinale |  |  | Conference-Finale | Conference-Finale | Conference-Finale |  |  | Ed-Chynoweth-Cup-Finale | Ed-Chynoweth-Cup-Finale | Ed-Chynoweth-Cup-Finale |
|  |                          |                          |                          |                  |                       |                       |                       |                       |  |  |                   |                   |                   |  |  |                         |                         |                         |
|  | E1                       | Prince Albert Raiders    | 4                        |                  |                       |                       |                       |                       |  |  |                   |                   |                   |  |  |                         |                         |                         |
|  | EWC2                     | Red Deer Rebels          | 0                        |                  |                       |                       |                       |                       |  |  |                   |                   |                   |  |  |                         |                         |                         |
|  | EWC2                     | Red Deer Rebels          | 0                        | E1               | Prince Albert Raiders | 4                     |                       |                       |  |  |                   |                   |                   |  |  |                         |                         |                         |
|  |                          |                          |                          | E1               | Prince Albert Raiders | 4                     |                       |                       |  |  |                   |                   |                   |  |  |                         |                         |                         |
|  |                          |                          | E2                       | Saskatoon Blades | 2                     |                       |                       |                       |  |  |                   |                   |                   |  |  |                         |                         |                         |
|  | E2                       | Saskatoon Blades         | E2                       | Saskatoon Blades | 2                     | 4                     |                       |                       |  |  |                   |                   |                   |  |  |                         |                         |                         |
|  | E2                       | Saskatoon Blades         |                          |                  |                       | 4                     |                       |                       |  |  |                   |                   |                   |  |  |                         |                         |                         |
|  | E3                       | Moose Jaw Warriors       | 0                        |                  |                       |                       |                       |                       |  |  |                   |                   |                   |  |  |                         |                         |                         |
|  | E3                       | Moose Jaw Warriors       | 0                        | E1               | Prince Albert Raiders | 4                     |                       |                       |  |  |                   |                   |                   |  |  |                         |                         |                         |
|  |                          |                          |                          | E1               | Prince Albert Raiders | 4                     | Eastern Conference    |                       |  |  |                   |                   |                   |  |  |                         |                         |                         |
|  |                          | C1                       | Edmonton Oil Kings       | 2                |                       |                       |                       |                       |  |  |                   |                   |                   |  |  |                         |                         |                         |
|  | C1                       | C1                       | Edmonton Oil Kings       | 2                | Edmonton Oil Kings    | 4                     |                       |                       |  |  |                   |                   |                   |  |  |                         |                         |                         |
|  | C1                       |                          |                          |                  | Edmonton Oil Kings    | 4                     |                       |                       |  |  |                   |                   |                   |  |  |                         |                         |                         |
|  | EWC1                     | Medicine Hat Tigers      | 2                        |                  |                       |                       |                       |                       |  |  |                   |                   |                   |  |  |                         |                         |                         |
|  | EWC1                     | Medicine Hat Tigers      | 2                        | C1               | Edmonton Oil Kings    | 4                     |                       |                       |  |  |                   |                   |                   |  |  |                         |                         |                         |
|  |                          |                          |                          | C1               | Edmonton Oil Kings    | 4                     |                       |                       |  |  |                   |                   |                   |  |  |                         |                         |                         |
|  |                          |                          | C3                       | Calgary Hitmen   | 0                     |                       |                       |                       |  |  |                   |                   |                   |  |  |                         |                         |                         |
|  | C2                       | Lethbridge Hurricanes    | C3                       | Calgary Hitmen   | 0                     | 3                     |                       |                       |  |  |                   |                   |                   |  |  |                         |                         |                         |
|  | C2                       | Lethbridge Hurricanes    |                          |                  |                       |                       |                       |                       |  |  |                   |                   |                   |  |  |                         |                         |                         |
|  | C3                       | Calgary Hitmen           | 4                        |                  |                       |                       |                       |                       |  |  |                   |                   |                   |  |  |                         |                         |                         |
|  | C3                       | Calgary Hitmen           | 4                        | E1               | Prince Albert Raiders | 4                     |                       |                       |  |  |                   |                   |                   |  |  |                         |                         |                         |
|  |                          |                          |                          |                  |                       |                       |                       |                       |  |  |                   |                   |                   |  |  |                         |                         |                         |
|  |                          | B1                       | Vancouver Giants         | 3                |                       |                       |                       |                       |  |  |                   |                   |                   |  |  |                         |                         |                         |
|  | B1                       | B1                       | Vancouver Giants         | 3                | Vancouver Giants      | 4                     |                       |                       |  |  |                   |                   |                   |  |  |                         |                         |                         |
|  | B1                       |                          |                          |                  | Vancouver Giants      | 4                     |                       |                       |  |  |                   |                   |                   |  |  |                         |                         |                         |
|  | WWC2                     | Seattle Thunderbirds     | 2                        |                  |                       |                       |                       |                       |  |  |                   |                   |                   |  |  |                         |                         |                         |
|  | WWC2                     | Seattle Thunderbirds     | 2                        | B1               | Vancouver Giants      | 4                     |                       |                       |  |  |                   |                   |                   |  |  |                         |                         |                         |
|  |                          |                          |                          | B1               | Vancouver Giants      | 4                     |                       |                       |  |  |                   |                   |                   |  |  |                         |                         |                         |
|  |                          |                          | B2                       | Victoria Royals  | 0                     |                       |                       |                       |  |  |                   |                   |                   |  |  |                         |                         |                         |
|  | B2                       | Victoria Royals          | B2                       | Victoria Royals  | 0                     | 4                     |                       |                       |  |  |                   |                   |                   |  |  |                         |                         |                         |
|  | B2                       | Victoria Royals          |                          |                  |                       | 4                     |                       |                       |  |  |                   |                   |                   |  |  |                         |                         |                         |
|  | B3                       | Kamloops Blazers         | 2                        |                  |                       |                       |                       |                       |  |  |                   |                   |                   |  |  |                         |                         |                         |
|  | B3                       | Kamloops Blazers         | 2                        | B1               | Vancouver Giants      | 4                     |                       |                       |  |  |                   |                   |                   |  |  |                         |                         |                         |
|  |                          |                          |                          | B1               | Vancouver Giants      | 4                     | Western Conference    |                       |  |  |                   |                   |                   |  |  |                         |                         |                         |
|  |                          | U2                       | Spokane Chiefs           | 1                |                       |                       |                       |                       |  |  |                   |                   |                   |  |  |                         |                         |                         |
|  | U1                       | U2                       | Spokane Chiefs           | 1                | Everett Silvertips    | 4                     |                       |                       |  |  |                   |                   |                   |  |  |                         |                         |                         |
|  | U1                       |                          |                          |                  |                       |                       |                       |                       |  |  |                   |                   |                   |  |  |                         |                         |                         |
|  | WWC1                     | Tri-City Americans       | 1                        |                  |                       |                       |                       |                       |  |  |                   |                   |                   |  |  |                         |                         |                         |
|  | WWC1                     | Tri-City Americans       | 1                        | U1               | Everett Silvertips    | 1                     |                       |                       |  |  |                   |                   |                   |  |  |                         |                         |                         |
|  |                          |                          |                          | U1               | Everett Silvertips    | 1                     |                       |                       |  |  |                   |                   |                   |  |  |                         |                         |                         |
|  |                          |                          | U2                       | Spokane Chiefs   | 4                     |                       |                       |                       |  |  |                   |                   |                   |  |  |                         |                         |                         |
|  | U2                       | Spokane Chiefs           | U2                       | Spokane Chiefs   | 4                     | 4                     |                       |                       |  |  |                   |                   |                   |  |  |                         |                         |                         |
|  | U2                       | Spokane Chiefs           |                          |                  |                       |                       |                       |                       |  |  |                   |                   |                   |  |  |                         |                         |                         |
|  | U3                       | Portland Winterhawks     | 1                        |                  |                       |                       |                       |                       |  |  |                   |                   |                   |  |  |                         |                         |                         |

### Ed-Chynoweth-Cup-Sieger
| Ed-Chynoweth-Cup-Sieger Prince Albert Raiders | Torhüter: Boston Bilous, Ian Scott Verteidiger: Kaiden Guhle, Zackary Hayes, Max Martin, Jeremy Masella, Brayden Pachal, Sjarhej Sapeha, Loeden Schaufler Angreifer: Jakob Brook, Cole Fonstad, Noah Gregor, Dante Hannoun, Spencer Moe, Sean Montgomery, Parker Kelly, Brett Leason, Justin Nachbaur, Cole Nagy, Eric Pearce, Aljaksej Protas, Ozzy Wiesblatt Cheftrainer: Marc Habscheid |

### Beste Scorer
Abkürzungen: GP = Spiele, G = Tore, A = Assists, Pts = Punkte, +/− = Plus/Minus, PIM = Strafminuten; Fett: Bestwert
| Spieler         | Team                  | GP | G  | A  | Pts | +/− | PIM |
| --------------- | --------------------- | -- | -- | -- | --- | --- | --- |
| Bowen Byram     | Vancouver Giants      | 22 | 8  | 18 | 26  | +10 | 18  |
| Brett Leason    | Prince Albert Raiders | 22 | 10 | 15 | 25  | +6  | 15  |
| Dante Hannoun   | Prince Albert Raiders | 23 | 14 | 10 | 24  | +11 | 14  |
| Noah Gregor     | Prince Albert Raiders | 23 | 13 | 11 | 24  | +12 | 10  |
| Aljaksej Protas | Prince Albert Raiders | 23 | 12 | 10 | 22  | +12 | 6   |
| Jared Dmytriw   | Vancouver Giants      | 22 | 9  | 12 | 21  | +11 | 16  |
| Davis Koch      | Vancouver Giants      | 22 | 5  | 16 | 21  | +5  | 0   |
| Parker Kelly    | Prince Albert Raiders | 23 | 8  | 9  | 17  | +19 | 14  |
| Dawson Holt     | Vancouver Giants      | 22 | 7  | 9  | 16  | +10 | 6   |
| Dylan Plouffe   | Vancouver Giants      | 22 | 6  | 10 | 16  | −6  | 23  |

### Beste Torhüter
Die kombinierte Tabelle zeigt die jeweils drei besten Torhüter in den Kategorien Gegentorschnitt und Fangquote sowie die jeweils Führenden in den Kategorien Shutouts und Siege.
Abkürzungen: GP = Spiele, Min = Eiszeit (in Minuten), W = Siege, L = Niederlagen, OTL = Overtime/Shootout-Niederlagen, GA = Gegentore, SO = Shutouts, Sv% = gehaltene Schüsse (in %), GAA = Gegentorschnitt; Fett: Bestwert; Sortiert nach Gegentorschnitt. Erfasst werden nur Torhüter mit 240 absolvierten Spielminuten.
| Spieler      | Team                  | GP | Min  | W  | L | OTL | GA | SO | Sv%  | GAA  |
| ------------ | --------------------- | -- | ---- | -- | - | --- | -- | -- | ---- | ---- |
| Ian Scott    | Prince Albert Raiders | 23 | 1406 | 16 | 6 | 1   | 46 | 5  | 92,5 | 1,96 |
| Dustin Wolf  | Everett Silvertips    | 10 | 595  | 5  | 4 | 1   | 20 | 1  | 91,4 | 2,02 |
| Dylan Myskiw | Edmonton Oil Kings    | 13 | 774  | 7  | 6 | 0   | 28 | 1  | 91,3 | 2,17 |
| Bailey Brkin | Spokane Chiefs        | 15 | 917  | 9  | 5 | 1   | 39 | 0  | 92,2 | 2,55 |
| Mads Søgaard | Medicine Hat Tigers   | 6  | 361  | 2  | 3 | 1   | 19 | 1  | 91,9 | 3,16 |

## Auszeichnungen

### All-Star-Teams

#### Eastern Conference
| First All-Star-Team |                                                   |
| Angriff:            | Trey Fix-Wolansky – Tristin Langan – Brett Leason |
| Verteidigung:       | Josh Brook – Dawson Davidson                      |
| Tor:                | Ian Scott                                         |

| Second All-Star-Team |                                                 |
| Angriff:             | Brandon Hagel – Mark Kastelic – Stelio Mattheos |
| Verteidigung:        | Brayden Pachal – Jett Woo                       |
| Tor:                 | Mads Søgaard                                    |

#### Western Conference
| First All-Star-Team |                                               |
| Angriff:            | Joachim Blichfeld – Connor Dewar – Cody Glass |
| Verteidigung:       | Bowen Byram – Ty Smith                        |
| Tor:                | Dustin Wolf                                   |

| Second All-Star-Team |                                              |
| Angriff:             | Parker AuCoin – Matthew Wedman – Riley Woods |
| Verteidigung:        | Lassi Thomson – Scott Walford                |
| Tor:                 | Beck Warm                                    |

### Vergebene Trophäen
| Auszeichnung                      | Auszeichnung                 | Team                  |
| --------------------------------- | ---------------------------- | --------------------- |
| Ed Chynoweth Cup                  | Ed Chynoweth Cup             | Prince Albert Raiders |
| Scotty Munro Memorial Trophy      | Scotty Munro Memorial Trophy | Prince Albert Raiders |
| Auszeichnung                      | Spieler                      | Team                  |
| Four Broncos Memorial Trophy      | Joachim Blichfeld            | Portland Winterhawks  |
| Bob Clarke Trophy                 | Joachim Blichfeld            | Portland Winterhawks  |
| Bill Hunter Memorial Trophy       | Ty Smith                     | Spokane Chiefs        |
| Jim Piggott Memorial Trophy       | Brayden Tracey               | Moose Jaw Warriors    |
| Del Wilson Trophy                 | Ian Scott                    | Prince Albert Raiders |
| WHL Plus-Minus Award              | Brayden Pachal               | Prince Albert Raiders |
| Brad Hornung Trophy               | Justin Almeida               | Moose Jaw Warriors    |
| Daryl K. (Doc) Seaman Trophy      | Dustin Wolf                  | Everett Silvertips    |
| Dunc McCallum Memorial Trophy     | Marc Habscheid               | Prince Albert Raiders |
| Lloyd Saunders Memorial Trophy    | Curtis Hunt                  | Prince Albert Raiders |
| Doug Wickenheiser Memorial Trophy | Will Warm                    | Edmonton Oil Kings    |
| WHL Playoff MVP                   | Ian Scott                    | Prince Albert Raiders |